# روني بليك
روني بليك (بالإنجليزية: Ronnie Blake)‏ هو موسيقي أمريكي، ولد في 23 مايو 1972 في سان فيرناندو في الولايات المتحدة.

## وصلات خارجية
- روني بليك على موقع ميوزك برينز (الإنجليزية)
- روني بليك على موقع أول ميوزيك (الإنجليزية)
- روني بليك على موقع أول ميوزيك (الإنجليزية)
- روني بليك على موقع ديسكوغز (الإنجليزية)
- روني بليك على موقع ديسكوغز (الإنجليزية)